# VHS-C

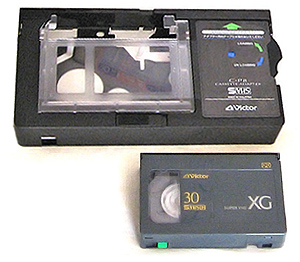
Exemplo de adptador de VHS-C para VHS.

VHS-C é um formato de vídeo analógico, na verdade um sub-formato do VHS, utilizando o mesmo sistema e velocidade de gravação e fitas da mesma largura, porém acondicionadas em cartuchos menores, para gravação em câmaras também menores. Para reprodução, utiliza-se um aparelho de VHS comum, colocando-se o cartucho do VHS-C dentro de um adaptador que tem as mesmas dimensões de uma fita VHS. O sistema VHS-C foi lançado pela JVC em 1982.
Embora ainda exista no mercado, a preços baixos, o formato é considerado obsoleto mesmo para uso doméstico, uma vez que já foi substituído por formatos digitais de menor dimensão e qualidade superior.
A fita magnética no VHS-C é enrolada em um único carretel e usa um mecanismo de roda dentada que impulsiona a fita para diante. Assim como no formato Betamax, a fita também pode ser movida manualmente, bem como o carretel.
O VHS-C foi um dos primeiros formatos a utilizar camcorder, ou câmara e gravador num mesmo aparelho, e foi lançado para reduzir o tamanho das filmadoras, e após 3 anos, acabou competindo com o formato Video8, da Sony. Embora de dimensões um pouco maiores que o Video8, o VHS-C tinha a vantagem de ser compatível com os aparelhos de VHS, na época largamente disponíveis.

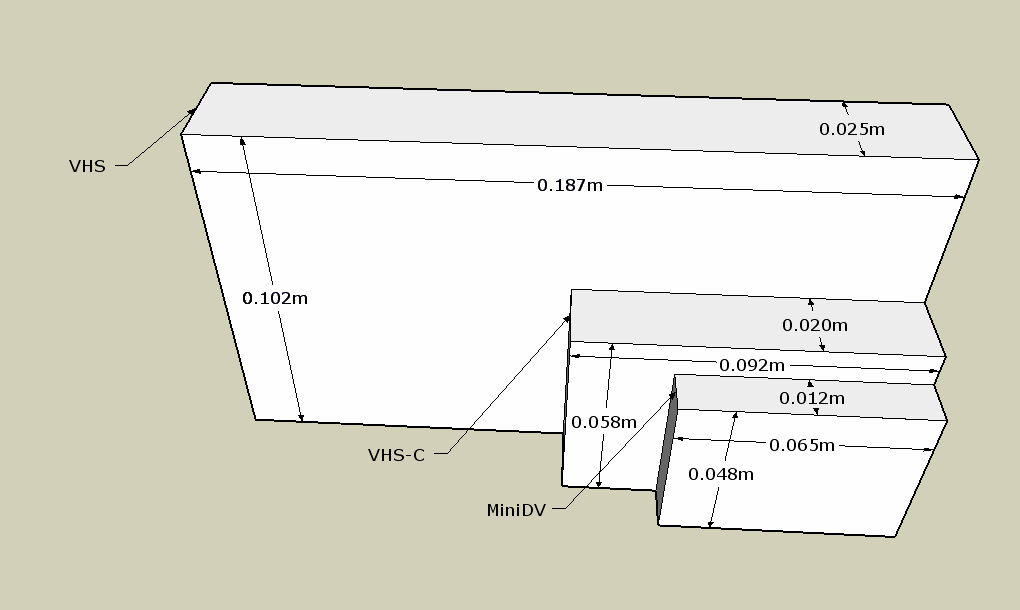
Comparação de dimensões entre os formatos VHS, VHS-C e Mini-DV

Alguns anos depois, foi lançada uma versão de qualidade superior, baseada no sistema de gravação S-VHS, que foi denominada S-VHS-C e que competiu no mercado com o formato Hi8, que por sua vez era um aperfeiçoamento do Video8.
A chegada ao mercado das camcorders baratas de S-VHS-C levou à inclusão, na maioria dos modernos VCRs, de um dispositivo chamado SQPB (em inglês, "SuperVHS Quasi-PlayBack"). Mas isso não teve tanto impacto no mercado quanto o lançamento do Mini-DV, um novo formato de baixo custo, tecnologia digital e qualidade muito próxima aos padrões "broadcast" da maioria das emissoras de televisão, e que veio a tornar obsoletos praticamente todos os formatos analógicos.
Comparada com o Video8, o VHS-C oferecia uma qualidade de imagem um pouco menor (240 linhas verticais vs. 260 linhas) e um menor tempo de gravação em fita, tanto em velocidade normal SP (30 minutos, contra 120 do Video-8) quanto em velocidade LP (60 minutos, contra 240 do Video8).